# 聖佩德羅-達斯米松伊斯
聖佩德羅-達斯米松伊斯（葡萄牙語：São Pedro das Missões）是一個位於巴西南部南大河州的一個市鎮，距離州首府阿雷格里港377公里。毗鄰的市鎮有帕尔梅拉-达斯米松伊斯、博阿维斯塔达斯米索埃斯、萨格拉达法米利亚、圣若泽-达斯米松伊斯、拉热阿杜-杜布格里等。

## 人口
根據巴西地理統計局於2018年的估計，聖佩德羅-達斯米松伊斯共有2,000人，面積79.965平方公里，平均人口密度為25.01人/km2。

## 外部鏈結
- 市政廳 （页面存档备份，存于）
- IBGE（巴西地理統計局）官方網頁 （页面存档备份，存于）